# Doyèra
Doyèra est une localité située dans le département de Gbomblora de la province du Poni dans la région Sud-Ouest au Burkina Faso.

## Santé et éducation
Le centre de soins le plus proche de Doyèra est le centre de santé et de promotion sociale (CSPS) de Gbomblora et tandis que le centre hospitalier régional (CHR) de la province se trouve à Gaoua.